# Velyki Dederkaly
Velyki Dederkaly (ucraniano: Вели́кі Дедерка́ли) es un municipio rural y pueblo de Ucrania, perteneciente al raión de Krémenets en la óblast de Ternópil.
En 2017, el municipio tenía una población de 3816 habitantes, de los cuales 1207 vivían en la capital municipal homónima y el resto repartidos en doce pedanías. El municipio se fundó en 2016 mediante la fusión de los hasta entonces consejos rurales de Velyki Dederkaly, Miziúryntsi, Radoshivka, Sadky y Shkrobotivka. Además de estos cinco pueblos, pertenecen al actual municipio otros ocho: Velyki Zahaitsi, Vóvkivtsi, Hrýnkivtsi, Malí Dederkaly, Malí Zahaitsi, Matvíyivtsi, Temnohaitsi y Tury.
Se conoce la existencia del pueblo desde 1545, cuando aparece en documentos del castillo de Krémenets. Tras la partición de 1795, pasó a formar parte del Imperio ruso, que estableció aquí el centro de un vólost en la gobernación de Volinia. En 1944, la RSS de Ucrania estableció en el pueblo la capital del raión de Velyki Dederkaly, al trasladarse la capital distrital desde Katerýnivka; este raión existió hasta 1962, cuando se integró en el raión de Shumsk. Hasta la fundación del actual municipio en 2016, Velyki Dederkaly era sede de un consejo rural que únicamente incluía como pedanías a Vóvkivtsi y Malí Dederkaly.
Se ubica unos 25 km al este de la capital distrital Krémenets, junto al límite con la óblast de Jmelnitski.